# Тернер Кук, Энн
Энн Тернер Кук (урождённая Энн Лесли Тернер ; 20 ноября 1926 — 3 июня 2022) — американский педагог и автор детективов, наиболее известная как модель для упаковок детского питания Gerber Baby производства компании Gerber Products.

## Ранняя жизнь и история Gerber Baby

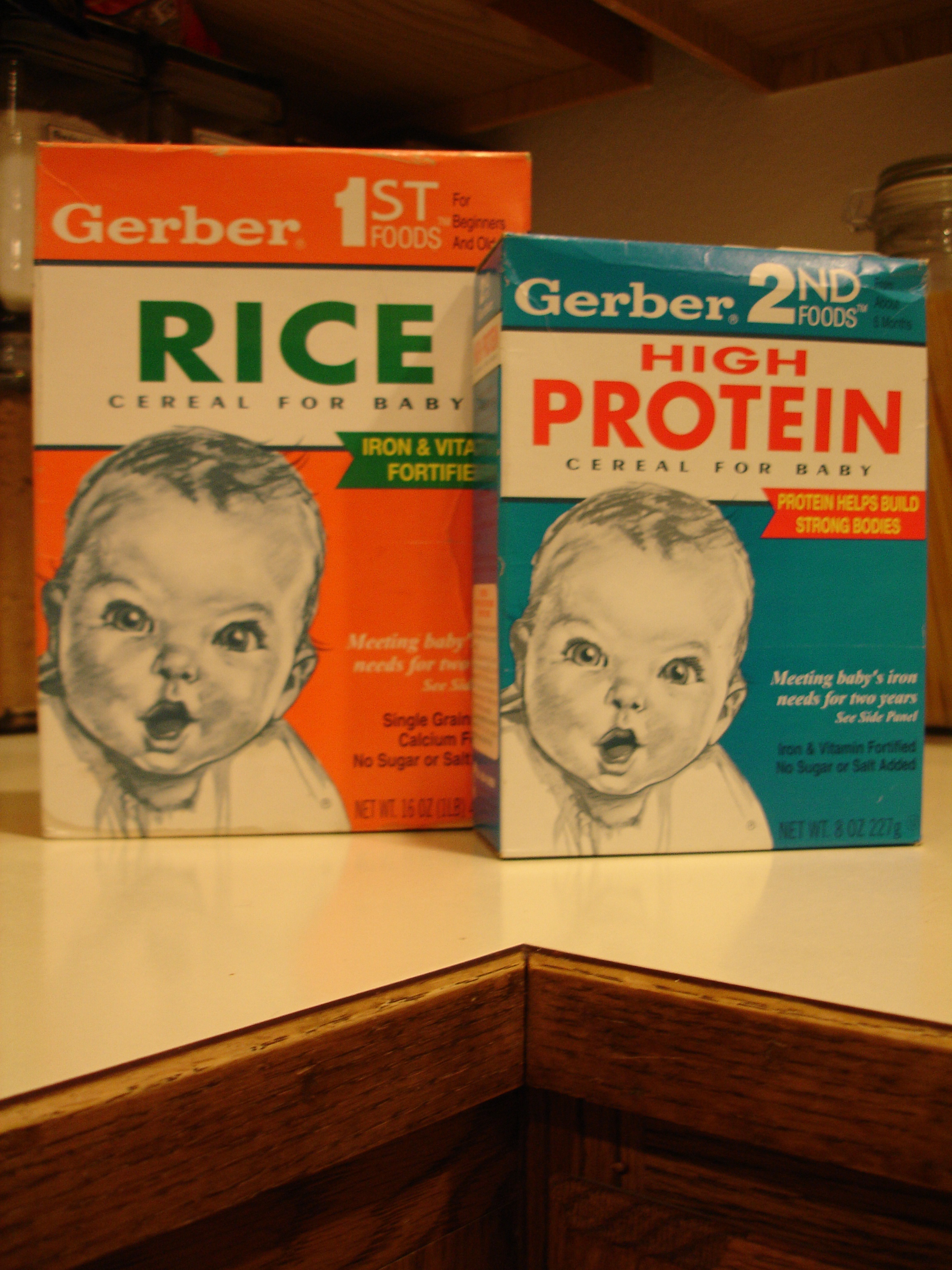
Примеры упаковок Gerber Baby

Энн Лесли Тёрнер родилась в Вестпорте, штат Коннектикут, и была дочерью Бетель (Берсон) и карикатуриста Лесли Тернера, который десятилетиями рисовал комикс «Капитан Изи». Соседкой семьи была художница Дороти Хоуп Смит, которая нарисовала углём Энн, когда та была ещё младенцем. В 1928 году, когда Gerber объявила, что ищет изображения детей для своей новой линии детского питания, рисунок Смит был представлен и впоследствии выбран. Он был зарегистрирован как товарный знак в 1931 году. С тех пор портрет Энн Тернёр Кук используется практически на всех упаковках детского питания Gerber. Личность Кук держалась в секрете до 1978 года. В 1990 году Кук появилась в качестве гостя в программе "По-правде говоря " в сегменте «один на один».
Ещё в детстве Энн вместе с семьёй переехала в Орландо, штат Флорида. Получила степень бакалавра английского языка в Южном методистском университете и степень магистра английского языка в Университете Южной Флориды. Она была сестрой в женском обществе Pi Beta Phi.

## Карьера
Кук преподавал в начальной школе Ок-Хилл во Флориде, а затем в средней школе Мэдисона в Тампе, Флорида. В 1966 году поступила на отделение английского языка в средней школе Хиллсборо в Тампе, где в конечном итоге стала заведующей отделением школы. Студенты посвятили школьный ежегодник Хилсбореана за 1972 год Кук, который проспонсировала книгу. В ней студенты охарактеризовали её как «учителя, который действительно общается с учениками» и который «без каких-либо претензий … оставалась допоздна, работала по ночам и с тихой эффективностью поддерживала своих соратников в их монументальной задаче».
После ухода из преподавательской деятельности Кук стала писателем. Член организации детективных писателей Америки, она была автором серии детективных романов о Бренди О’Бэннон, действие которых происходит на побережье Мексиканского залива во Флориде. Приключения репортёра из Флориды и сыщика-любителя О’Бэннона подробно описаны в книгах «По следам их теней» (2001) и «Тень над Сидар-Ки» (2003). Последнее произведение, впрочем, получило отрицательный отзыв от Publishers Weekly, в котором говорилось, что у книги «слишком насыщенный сюжет… [и] она отягощена вялой прозой и повторениями».

## Личная жизнь и смерть
Энн была замужем за Джеймсом Куком, криминалистом из офиса шерифа округа Хиллсборо, до его смерти в 2004 году. У них четверо детей.
Кук умерла в своем доме в Санкт-Петербурге, штат Флорида, 3 июня 2022 года в возрасте 95 лет.